# Бригс (Оклахома)
Бригс (енгл. Briggs) насељено је место без административног статуса у америчкој савезној држави Оклахома.

## Демографија
По попису из 2010. године број становника је 303, што је 55 (-15,4%) становника мање него 2000. године.
| Група             | 2000.       | 2010.       |
| Белци             | 160 (44,7%) | 155 (51,2%) |
| Афроамериканци    | 0 (0,0%)    | 1 (0,3%)    |
| Азијати           | 0 (0,0%)    | 1 (0,3%)    |
| Хиспаноамериканци | 29 (8,1%)   | 17 (5,6%)   |
| Укупно            | 358         | 303         |